# Lucky Luke: Op naar het westen
Lucky Luke: Op naar het westen (Frans: Tous à l'Ouest) is een Franse film uit 2007 en is gebaseerd op de Lucky Luke-stripreeks van René Goscinny en Morris, Het verhaal van de film is gebaseerd op de Lucky Luke-strip De karavaan.

## Verhaal
De film speelt zich af in New York van 1855. De Daltons moeten voor de zoveelste keer voor de rechter verschijnen. Maar ze zijn weer in topvorm en weten te ontsnappen. Ze beroven alle banken van New York en verstoppen hun buit in een huifkar. Maar helaas staat het terrein ineens vol met identieke karren die toebehoren aan een groep kolonisten uit Europa die op weg zijn naar Californië, de westkust van de VS. De kolonisten moeten hun reisdoel binnen 80 dagen bereiken, anders verspelen ze hun rechten op de grond waar ze al wel voor hebben betaald. Hoofdpersoon Lucky Luke, de held van de film, begeleidt de karavaan.

## Rolverdeling
| Personage       | Stemacteur          | Nederlandse stem    |
| --------------- | ------------------- | ------------------- |
| Lucky Luke      | Lambert Wilson      | Pim Vosmaer         |
| Joe Dalton      | Clovis Cornillac    | Jules Croiset       |
| Jack Dalton     | Christophe Lemoine  | Olaf Wijnants       |
| William Dalton  | Alexis Tomassian    | Jan Anne Drenth     |
| Averell Dalton  | Bernard Alane       | Sander de Heer      |
| Rataplan        | François Morel      | Stephan Holwerda    |
| Molly           | Dee Dee Bridgewater | Carolina Dijkhuizen |
| Harold Bartleby | Michael Lonsdale    | Wim van Rooij       |
| Edgar Crook     | Edgar Givry         | Timo Bakker         |
| Meneer Tang     | Eric Metayer        | Olaf Wijnants       |
| Juf Little      | Dorothée Pousséo    | Melise de Winter    |
| Ugly Barrow     | François Siener     | Paul van Gorcum     |
| Louise          | Marie Vincent       | Carolina Dijkhuizen |
| Jolly Jumper    | Adrien Antoine      | Paul van Gorcum     |
| Spike           | Jean Piat           | Jan Nonhof          |
| Piotr           | Eric Metayer        | Hein van Beem       |
| Monsieur Pierre | Titoff              | Sander de Heer      |
| Gestoorde Wolf  | Jacques Frantz      | Leo Richardson      |

Bij Wim Pel Productions B.V is de Nederlandse versie vertaald.

## Achtergrond
Het budget van de film bedroeg ongeveer 15 miljoen euro. De productie vond grotendeels plaats in Parijs en tot 180 mensen hebben aan deze productie meegewerkt. Ongeveer een kwart van de animatie werd uitbesteed aan de studio La Fabrique. De film heeft ondertussen slechts 1,5 miljoen euro opgebracht waardoor het productiebedrijf Xilam een verlies van meer dan drie miljoen optekende. De muziek werd opgenomen in Studio Ramses.

## Videogame
Van de film werd eveneens een videogame uitgebracht. Die werd uitgegeven door Atari en is alleen verkrijgbaar voor Nintendo DS, Wii en voor de pc.

## Trivia
- Dee Dee, Marky en Joey (de kakkerlakken uit Oggy en de kakkerlakken) spelen een cameo in deze film. Ze zijn pas in beeld nadat Averell in de woestijn zijn regendans heeft uitgevoerd.
- In de aflevering 'Picknickpaniek' uit Oggy en de kakkerlakken staat aan de zijkant van de bushalte de filmposter afgebeeld van Lucky Luke: Tous à l'Ouest.